# Герб Серышевского района
Герб Серышевского района Амурской области — официальный символ района.
Герб утверждён Решением № 117 Совета народных депутатов Серышевского района (четвёртого созыва) 26 октября 2010 года.
Герб внесён в Государственный геральдический регистр Российской Федерации под номером 121.

## Описание герба
«В зелёном поле — серебряный одуванчик с двумя листами и двухцветная тонкая кайма — изнутри серебряная, снаружи чёрная, усыпанная золотыми зернами в один ряд, положенными косвенно к сторонам щита». 

## Описание символики
За символ района принят цветок одуванчика лекарственного (Taraxacum officinale), отличающийся неприхотливостью и жизнестойкостью. Созревший одуванчик — символизирует зрелость, мудрость, истинность бытия.
Зерна на чёрной части каймы — символ сельскохозяйственной направленности района.
Зелёный цвет символизирует весну, здоровье, природу, молодость и надежду.
Чёрный цвет символизирует благоразумие, мудрость, скромность, честность.
Серебро — символ чистоты, открытости, божественной мудрости, примирения.
Золото — символ высшей ценности, величия, великодушия, богатства, урожая.

## История герба
27 января 1995 года решением районного собрания представителей № 1а был утверждён первый вариант герба Серышевского района.
Герб был внесён в Государственный геральдический регистр Российской Федерации под номером 121.
26 октября 2010 года было принято решение Совета народных депутатов Серышевского района о Положении «О гербе муниципального образования Серышевский район Амурской области».
В решении указывалось о направлении необходимого пакета документов по гербу муниципального образования Серышевский район Амурской области в Геральдический совет при Президенте Российской Федерации с просьбой о сохранении регистрационного номера 121 для герба в Государственном геральдическом регистре Российской Федерации.
Решение районного собрания представителей от 27 января 1995 года № 1а «О гербе Серышевского района» полагалось считать утратившим силу.
Герб района разработан при содействии Союза геральдистов России.
Авторы герба: идея герба — Валентина Василенко (пгт Серышево Серышевский район); геральдическая доработка — Константин Моченов (Химки); художник и компьютерный дизайн: Ирина Соколова (Москва).